# Иво Иванов (футболист, р. март 1985)
Вижте пояснителната страница за други личности с името Иво Иванов.
Иво Иванов е български футболист, който играе като централен защитник за Розова долина (Казанлък). Роден е на 11 март 1985 г.

## Кариера

### Берое
В мъжкия тим на „Берое“ попада през 2003 година, когато отборът е поет от Аспарух Никодимов. Първата му поява със зелената фланелката в официална среща е на 23 август 2003 г. в гостуване на „Шумен“ в мач от Б група. Още през този сезон е номиниран в класацията „Юлиян Манзаров“ за най-проспериращ млад футболист.
Оттогава Иво Иванов е неизменно част от отбора на „Берое“. В началото на 2008 г. след като всички футболисти на Берое разтрогват договорите си с отбора, Иво Иванов преминава в Ботев Пловдив и води подготовка с тима около месец. Когато „Берое“ е възстановен, Иво Иванов се връща в отбора, заедно с друг бероец Жельо Желев.
В последните 2 сезона в Берое Иво Иванов е най-постоянния централен бранител на „зелените“ и е редовен титуляр в селекцията на Илиан Илиев. Той отбелязва победното попадение за отбора във вратата на „Спортист“ Своге още в началото на мача, както и първия гол при класическата победа с 3:0 над водача в класирането „Литекс“, има и червен картон получен в Мездра при гостуването на местния „Локомотив“.
Получава приз за „Най-добър защитник на България за сезон 09/10“.  Архив на оригинала от 2015-07-22 в Wayback Machine.

### Левски
През месец юни 2010 г., Иванов подписва договор с Левски София. Архив на оригинала от 2010-08-12 в Wayback Machine. Изиграва важни мачове с ЦСКА София, АИК, КАА Гент. След злополучен автогол в срещата с Лил ОСК, е оставен на резервната скамейка за известно време. С помощта на борбения си дух, Иво Иванов успява отново да се пребори за титулярно място

### Завръщане в Берое
След 2-годишен период на „Герена“, Иво Иванов се завръща в Берое, където е един от стълбовете в отбора.

## Национален отбор на България
На 11 ноември 2009 г. получава повиквателна за националния отбор на България  и седем дни по-късно играе в мач срещу Малта, спечелен с 4 – 1 от българите.

## Успехи
Берое (Стара Загора)
Получава прякора Главътъ заради ефектния автогол ,който си отбелязва само 20 сек след като е влязъл в игра в мача с Лил.
- Купа на България – 2010
- Купа на България – 2013
- Суперкупа на България – 2013